# Iekaterina Boudanova
Pour les articles homonymes, voir Boudanova.
Iekaterina Vassilievna Boudanova (en russe : Екатерина Васильевна Буданова) est une aviatrice soviétique, née le 6 décembre 1916 et décédée le 19 juillet 1943. Elle fut pilote de chasse pendant la Seconde Guerre mondiale et remporta 11 victoires aériennes, qui en firent l'une des deux seules femmes as de l'Histoire, avec Lidia Litviak.

## Carrière
Iekaterina Boudanova est née le 6 décembre 1916 dans le village de Konoplianka (Коноплянка), dans l'actuelle oblast de Smolensk. « Katerina », ainsi qu'avaient coutume de l'appeler ses coéquipiers masculins, participa à la bataille de Stalingrad dans les rangs du 9e régiment de chasse aérienne de la Garde (9.GuIAP). 1942 - 586 IAP. Au cours du printemps 1943, elle fut mutée au 296e régiment de chasse aérienne (296.IAP), lequel fut rebaptisé 73e régiment de chasse aérienne de la Garde (73.GuIAP) et servit sur le Front Sud. Au début de juin 1943, elle comptait déjà 6 victoires homologuées à son palmarès. Elle prit ensuite part aux combats pour la libération de la région du Donbass et c'est lors de l'un de ces combats aériens qui eurent lieu, en juillet 1943, près de Rostov-sur-le-Don, qu'elle fut abattue et tuée.

## Palmarès et décorations

### Palmarès
Iekaterina Boudanova est créditée de 11 victoires homologuées, toutes individuelles.

### Décorations
- Ordre du Drapeau rouge ;
- Ordre de la Guerre patriotique de 1er et 2e classe.
- Ordre de l'Étoile rouge
- Héros de la fédération de Russie à titre posthume le 1er octobre 1993 (médaille no 49).

Il est surprenant qu'au vu de ses succès et de son statut, elle ne fut pas promue héros de l'Union soviétique, contrairement à nombre de ses camarades féminines qui combattirent dans des escadrilles de bombardement, exclusivement composées de femmes.